# 18-я группа армий
18-я группа армий (англ. 18th Army Group) — формирование войск Западных союзников во время Второй мировой войны, существовавшая с 20 февраля по 15 мая 1943 года и участвовавшая в Тунисской кампании.

## Образование
18-я группа армий была создана 20 февраля 1943 года для координации действий двух британских армий, наступавших на Тунис после десантной операции «Факел»: 8-й армии, наступавшей с востока, и 1-й армии, наступавшей с запада. Группой командовал генерал Гарольд Александр под верховным командованием генерала Дуайта Эйзенхауэра, главнокомандующего союзными войсками в Африке.
В состав группы вошли две британские армии: 8-я армия (командир — генерал-лейтенант Бернард Монтгомери) и 1-я армия (командир — генерал-лейтенант Кеннет Андерсон). В состав 8-й армии входили три корпуса: 10-й 13-й и 30-й. К ноябрю 1942 года, уже после победы при Эль-Аламейне, эти соединения вели бои практически на всем североафриканском побережье к востоку от Туниса.
1-я армия состояла из четырёх корпусов различного происхождения: 5-й и 9-й британские корпуса, 2-й американский и 19-й французский. Эти соединения высадились в Марокко и Алжире в ноябре 1942 года в ходе операции «Факел».

## Боевые действия
18-й группе армий противостояли две немецкие армии: танковая армия «Африка» под командованием фельдмаршала Эрвина Роммеля и 5-я танковая армия под командованием генерала Ханса фон Арнима. Эти генералы недолюбливали друг друга, и зачастую не согласовывали свои действия.
После высадки в Марокко в ноябре 1942 года 1-я британская армия добились быстрого первоначального успеха. Однако в Тунисе её продвижение замедлилось. Одной из причин было чрезмерное удлинение коммуникаций снабжения, а другой — бо́льшая концентрация немецких войск на меньшей территории. В частности, 1-я армия потерпела поражение в битве при Кассеринском перевале. Немецкие ветераны африканской компании под командованием Роммеля потеснили 2-й корпус союзников, состоявший из американских новобранцев. Потребовалось усиление корпуса опытными частями и артиллерией, чтобы переломить ситуацию.
После консолидации сил союзники начали новое наступление. На направлении главного удара действовала 1-я британская армия, 8-я армия оказывала поддержку на восточном побережье Туниса. Это наступление завершилось в мае 1943 года капитуляцией сил Оси в Африке. Число пленных составило около 275 000 человек (отмечается, что столько же пленных взяла РККА в ходе Сталинградской битвы), а боевые потери около 200 000 человек. Американский военный историк M. P. W. Stone назвал результат действий 18-й группы армий «смертельным ранением Италии, как партнёра оси».
15 мая 1943 года 18-я группа армий была расформирована.